# Harisnya

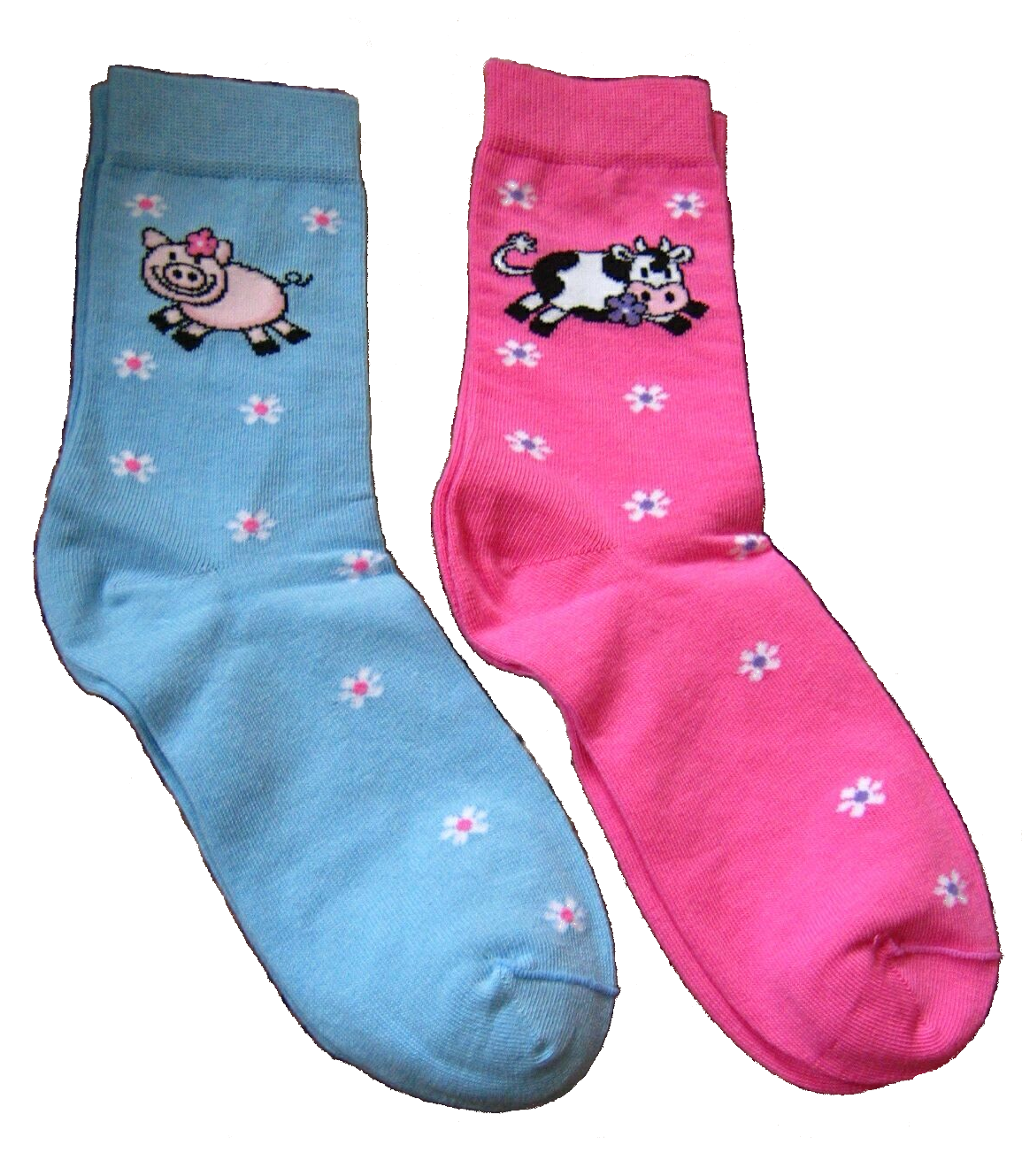
Zokni

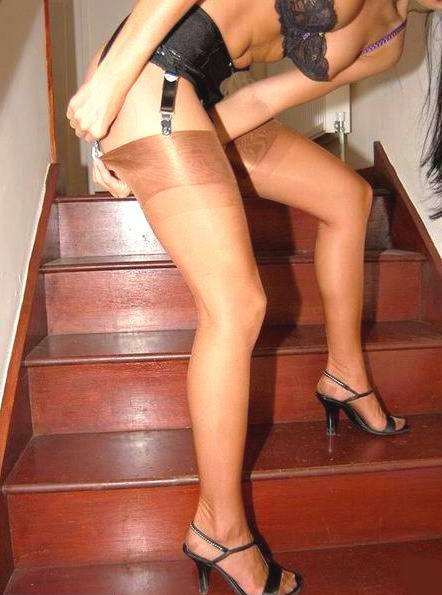
Női finomharisnya

A harisnya egy ruhadarab, amelynek célja a lábfej és a termék kivitelétől függő magasságig a lábszár öltöztetése és védelme. Ennek megfelelően esztétikai és funkcionális szerepe van, és kivitelét egyrészt a mindenkori divat, másrészt a betöltendő védelmi illetve egészségügyi szerep határozza meg. Sokféleségét még annak is köszönheti, hogy megjelenése, viselési kényelme, tartóssága függ az előállítás módjától is.
A harisnya rövidebb szárú változata a zokni (eredetileg a német Socke szó átvétele).
A Magyar Értelmező Kéziszótár meghatározásai szerint:
- harisnya: a lábra simuló, térden felül érő kötött páros ruhadarab;
- térdharisnya: a térd aljáig érő harisnya;
- harisnyanadrág: nadrág és harisnya kombinációjából álló ruhadarab;
- zokni: térden alul, bokán felül érő rövid harisnya;
- bokazokni: a bokánál nem sokkal feljebb érő zokni;
- titokzokni: a cipőből ki sem látszó, vékony zokni.

Megemlítendő még a lábtyű is, amely a kesztyűhöz hasonló ötujjas harisnya vagy zokni.
A „harisnya” a magyar köznapi szóhasználatban ma gyakorlatilag a női finomharisnyát jelenti, azaz azt a harisnyatípust, amely nagyon vékony, ma már kizárólag szintetikus filamentfonalból (általában poliamidból, azaz nylonból, esetleg rugalmas elasztánfonal hozzáadásával) készül. A textilipari szaknyelvben azonban a „harisnya” általánosabb fogalom, a „harisnyagyártás”, „harisnyakötőgép”, „harisnyaipar” stb. magában foglalja a harisnyák, zoknik, sőt a harisnyanadrágok előállítását, illetve az ezekhez szükséges gépeket és eljárásokat egyaránt. A különböző harisnyák és zoknik a kötőipar legfontosabb, legnagyobb mennyiségben előállított termékei közé tartoznak.

## Történeti áttekintés
Nyilvánvaló, hogy az emberek már az ősidőkben is védték a lábukat. Az egyiptomi ásatások során előkerült egy i. sz. 2. századból származó zokni és egy, az 5 – 6. századból származó kopt zokni; mindkettő gyapjúból készült és jellegzetességük, hogy a lábujjaknál kettéválnak, hogy lehetővé tegyék a saruszíj beillesztését. A sumerek a lábszárukat és lábfejüket bőrtalppal összedolgozott textilkelmével borították. Az ókori rómaiak és görögök gyapjúból vagy pamutból készült szalagokat tekertek a lábszárukra (tibiales), amit bőrszalaggal rögzítettek. A lábszárat és a lábfejet egyaránt fedő ruhadarab későbbi eredetű. Egy milánói templom 5. századból származó mozaikján már látható ilyen viselet, amit azonban akkoriban csak magas rangú egyházi személyiségek hordtak. A középkorban az előkelőségek a lábukon lenvászonból, később selyemdamasztból, brokátból való, szabással és varrással készült ruhadarabot hordtak. A 12.–13. században Közép-Európában férfiharisnyaként a comb felett az alsónadrág szerepét betöltő kelmetekercshez (berche) rögzítve viselték, 1500 táján ebből alakult ki az a ruhadarab, amit a harisnyanadrág ősének tekinthetünk.
A mai értelemben vett harisnya története a középkorban kezdődik. A nemesek a 14. században kezdtek harisnyát hordani, ez akkor selyemből készült. Ekkor említik először a női harisnyát is, ami azonban abban az időben még a férfiszemek elől rejtegetett ruhadarab volt, amit nem tehettek ki közszemlére. A férfiak harisnyái azonban a reneszánsz idején már a gazdagság jelképeivé váltak, amiket pamutból, gyapjúból, selyemből, angórából készítettek és változatos színekben viseltek, sokszor hímzéssel is díszítettek. A kötés – amit akkor még kézzel végeztek – igen alkalmasnak bizonyult ezeknek a harisnyáknak a készítésére, minthogy a kötött kelme rugalmas szerkezeténél fogva nagyon jól illeszkedhet a lábfej és a lábszár formájára.
A kézi kötéssel, egy darabból készült termék, amit már a mai értelemben is harisnyának lehet nevezni, a 16. században jelent meg Európában. A feljegyzések szerint 1519-ben az angliai Nottinghamben már készítettek kötött harisnyát. VIII. Henrik angol király 1539 körül Velencében vagy Milánóban kötött selyemharisnyát kapott ajándékba. Londonban 1564-ben jelent meg az első harisnyakötő mester. A termékeket férfiak készítették. Az ezzel foglalkozó céhekbe tömörült mestereknek szigorú szakmai szabályok szerint kellett dolgozniuk. A megkötött terméket kallózták, bolyhozták, majd simára nyírták. A kikészítés módja vidékenként is különbözött. Volt például a 17. században olyan svájci szokás, hogy a harisnyát krétával dörzsölték be, hogy még fehérebb legyen. Az osztrák harisnyakötők pedig dörzsöléssel ezüstösen csillogóvá tették a harisnyát azért, hogy fényét emeljék, még kréta- és szénporral is telítették. A 16–18. században a felsőbb körökben általában fehér, díszes selyemharisnyák voltak divatban, egyébként pedig gyapjúharisnyát hordtak az emberek.
1589-ben találta fel William Lee a kötőgépet, amivel a korábban csak kézzel kötött harisnyák készítésének gépesítése volt a célja. Gépével hatszor olyan gyorsan készült el a harisnya, mint kézi kötéssel. Minthogy találmányát Angliában nem tudta hivatalosan elismertetni és a kézzel dolgozó harisnyakötők is ellenségesen fogadták, Franciaországba települt át és 1612-ben ott alapított harisnyakészítő üzemet. Halála után gépeit Lee testvére visszaszállította Angliába és miután szerkezetileg is tökéletesítette őket, neki már sikerült harisnyaüzemet létrehoznia.

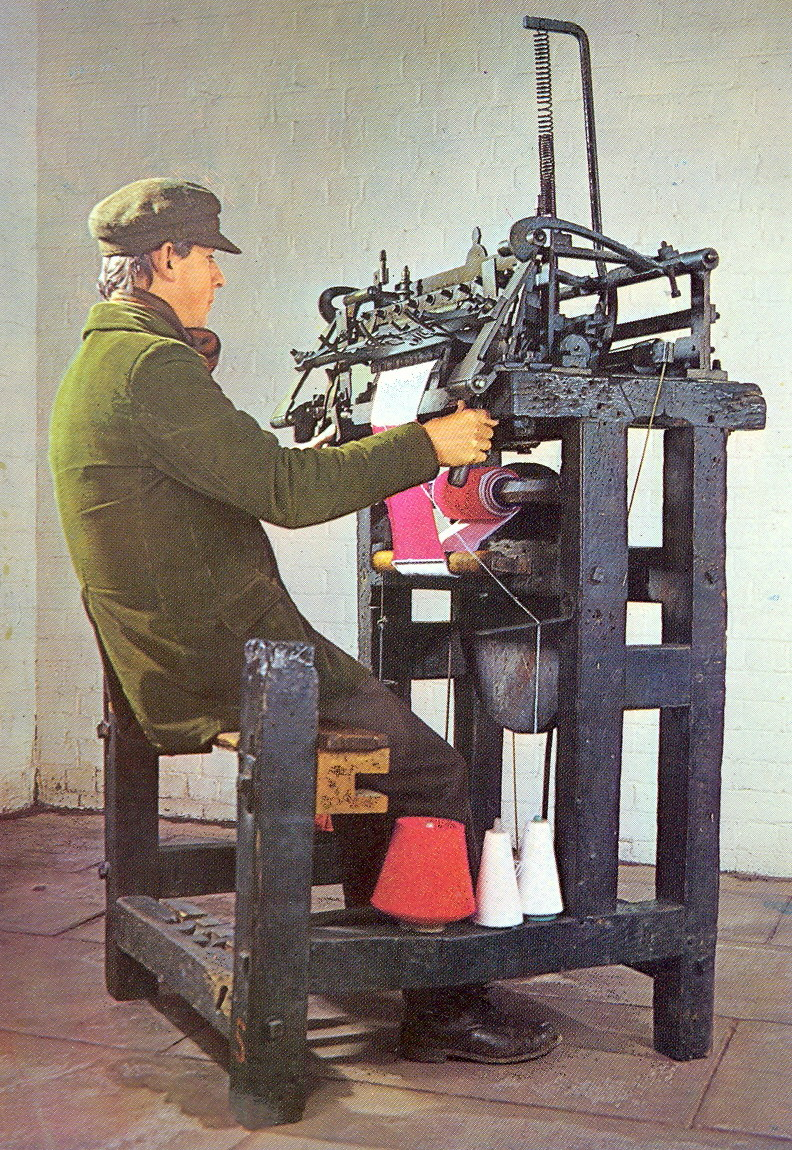
Munka egy kötőszéken 1820 körül (Museum of Technology, Leicester)

Angliában nagy ütemben bővült a gépi harisnyagyártás és a londoni harisnyaipari munkások a 17. században már megalapították szakszervezetüket is. 1657-ben Cromwell privilégiumot adott a londoni harisnyakötőknek. Az 1660-as években megkezdődött a gépek számának rohamos emelkedése: míg 1660-ban még csak 1000 db körül volt, számuk 1730-ra mintegy 8000-re, 1800-ra 20 ezerre, 1850-re pedig már 45 ezerre nőtt. 1866-ban 150 ezerre becsülték azoknak a számát, akik a harisnyaiparban dolgoztak Angliában. Ezek a gépek még mind emberi erővel – kézzel és lábbal – működtetett szerkezetek voltak, tulajdonképpen „kötőszéknek” lehet nevezni őket.
A korábban gyapjúból kötött harisnyákat hamar felváltották a pamutharisnyák, amit az tett lehetővé, hogy az országba egyre több pamut áramlott be a kelet-indiai gyarmatról. Megkezdődött a Lee-féle gépkonstrukció tökéletesítése is, egyre-másra jelentek meg azok az újabb szerkezetek és technikai megoldások, amelyekkel nagyobb teljesítményt és nagyobb mintázási lehetőségeket lehetett elérni a harisnyakészítésben. A 18. század 70-es éveiben Derby grófságban a harisnyakötők már érdekképviseleti szervezetet alapítottak. Jóllehet a 19. század elején a géprombolók (ludditák) a kötőgépeket sem kímélték, a fejlődést nem tudták megállítani. A század közepén már nagy harisnyagyártó vállalatok alakultak Angliában, amelyek a kötőgépek háromnegyedét birtokolták. Ezekben a gyárakban napi 15–17 órát dolgoztak a kötők a gépeken, igen alacsony bérekért. A gépállomány egynegyede céhekbe tömörült mesterek munkaeszköze volt, akik magas bérleti díjat fizettek értük olyan vállalkozóknak, akik éppen e célból vásároltak ilyen gépeket. Ez a bérleti rendszer csak a 19. század 70-es éveiben szűnt meg. Ekkorra a gyárakban a harisnyák tömeggyártása az egyre korszerűsödő berendezéseken már olyan méreteket öltött, amivel a céhek nem tudtak versenyezni.
Skóciában az 1680-as években jelent meg a Lee-féle kötőgép.

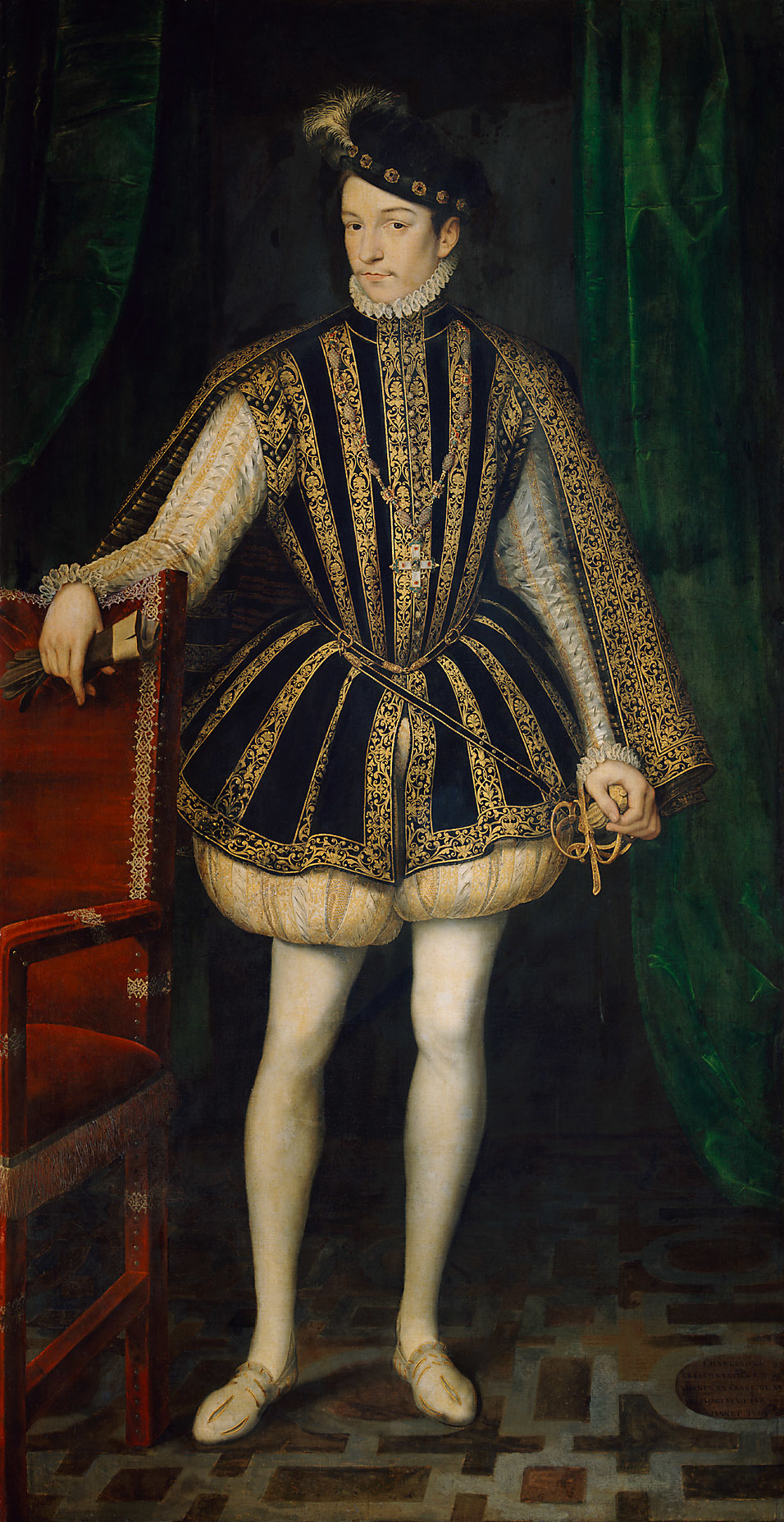
IX. Károly francia király (1560-1574) harisnyás képe (François Clouet festménye - Kunsthistorisches Museum, Bécs)

Angliából tilos volt harisnyát exportálni Franciaországba, ezért Colbert kezdeményezésére, William Lee gépének mintájára, Franciaország saját maga rendezkedett be ilyen gépek készítésére. Ebben nagy segítségükre volt Jean-Claude Hindret Angliából kicsempészett precíz rajza a Lee-féle gépről, amely a berendezés első, 1656-ból fennmaradt ábrázolása. Hindret ezért privilégiumot kapott arra, hogy Párizsban és más városokban kötő céheket alapítson. 1666-ban Hindret már egy hatalmas épületet építtetett gyárának, ahol 200 kötőgépen gyártottak selyemharisnyákat. Hindret a gyárépületben egy szakiskolát is létrehozott. A harisnyagyártás ezután gyorsan elterjedt az országban. Eleinte megpróbálták csak néhány városra korlátozni a gyártás megtelepítését, de 1762-re már mindenütt megengedték ezzel foglalkozó céhek alapítását, akik selyemből, pamutból és gyapjúból készítették termékeiket. A franciaországi harisnyagyártás jelentőségét mutatja, hogy még a 18. század 70-es éveiben megjelent Nagy Francia Enciklopédia is részletesen ismerteti a Lee-féle kötőgép szerkezetét, működését.
Németországba a 17. század elején, a hugenották betelepedésével jutott el a harisnyagyártás. Berlinben 1690-ben telepedett le először egy harisnyakészítő család, 1716-ban pedig Weimarban egy nagy hugenotta kolónia létesített harisnyagyártó üzemet. 1724-ben ez az üzem már 316 géppel dolgozott. Hasonlóképpen fejlődött a harisnyaipar Apoldában, Württenbergben, Szászországban is. A 19. században alakult ki a ma is híres német kötőgépgyártó ipar.
Oroszországban a 18. század elején már lehetett kötőgép, sőt tűkészítés is, mert I. Péter 1718-ban rendeletet adott ki, amely megtiltotta a tűk külföldről történő behozatalát. Szentpétervárott 1758-ban alapították az első harisnyagyárat, itt saját maguk állították elő a gépekhez szükséges horgastűket is.

### Harisnyagyártás Magyarországon

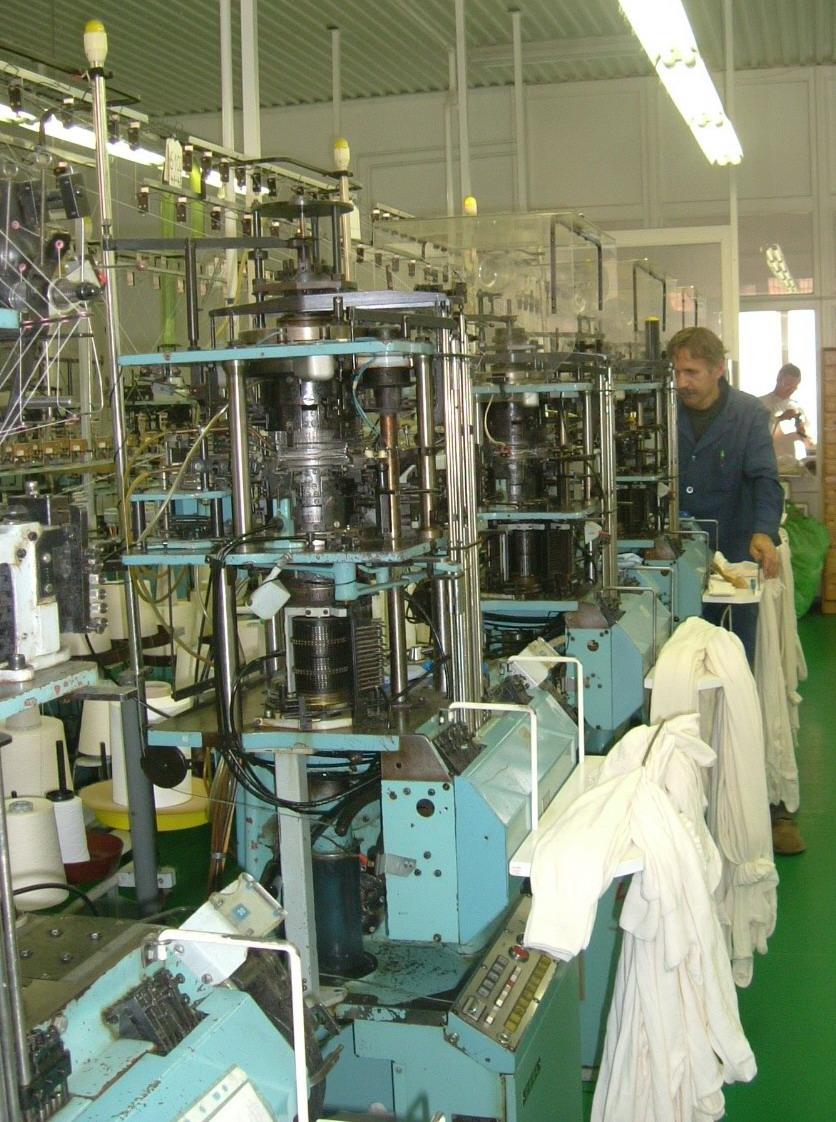
Korszerű harisnyakötő üzem 2004-ben

Magyarországon 1881-től kezdődően sorra hozták meg azokat az iparpártoló törvényeket, amelyek különböző kedvezményeket biztosítottak az új vállalkozásoknak. Az 1899-ben meghozott harmadik iparpártoló törvény épp a textilipar fejlesztését tűzte ki fő célul. (Ez az iparág annyira fejletlen volt hazánkban, hogy 1900-ban a fogyasztásnak csak 14,4%-át termelte.) Ennek hatására a 20. század első évtizedében 198 textilgyár alakult.
1894-ben Gyulán már működött egy kis harisnyakötő üzem 36 fővel. 1900-ban itt egy második gyár is létesült (Első Gyulai Kötött és Szövött Iparáru-Gyár Rt.), 70 munkással és 60 géppel, harisnyák készítésére. A gyulai gyár 1907-ben Temesvárott leányvállalatot alapított és a következő évben 150 harisnyakötőgéppel ez a gyár is megkezdte a termelését. A cég két gyárában ekkor több mint 800 ember dolgozott és ezzel a Monarchia legnagyobb harisnyagyárává nőtte ki magát.
Békéscsabán 1902 őszén Schwarcz Ábrahám, a gyulai szövőgyár volt műszaki vezetője alapított harisnyagyárat. Az alapításkor vállalta, hogy üzeme az első évben 30-40, a következő évben 60-80 munkásnőnek biztosít állandó munkát, de alighogy elkezdődött a termelés, a gyárban munkahiány mutatkozott. A megrendelések elmaradása miatt csökkent a munkásnők keresete, akik emiatt sztrájkolni kényszerültek. Az a külföldi gyáros, aki a gépeket biztosította, váratlanul kilépett az üzletből. Egyévi működés után a harisnyagyár megszűnt, a gyárat elárverezték. Az üzem 44 kötőgépéből a Deutsch testvérek békéscsabai cége is vásárolt, majd a Gyulai Kötött- és Szövöttáru Rt.-vel közös fiókgyárat létesítettek és harisnyagyártásra rendezkedtek be. A kezdeti nehézségek után a belföldi piacon elismertek voltak az Excelsior márkájú, pamutból és selyemből készült férfi-, női és gyermekharisnyák. Az államosítás után az üzem a Textilfeldolgozó Ktsz kötő részlegeként működött a megszűnéséig.
Budapesten is számos harisnyagyártó üzem működött, közöttük különösen jó neve volt az 1920-ban létesített Viktória és az 1924-ben alapított Guttmann és Fekete (GFB) harisnyagyárnak. Ezeket a vállalatokat az 1949. évi államosítások után részben megszüntették, részben az 1951-ben alapított Budapesti Harisnyagyárban vonták össze, amelyhez a vidéki harisnyagyárak zömét is hozzácsatolták (például a gyulai gyárat is). Bár az így hatalmasra duzzadt Budapesti Harisnyagyár korábbi formájában ma már nem létezik, részben egyes részegységei kiválásával és újbóli önállósodásával, részben gépparkjának kisvállalkozásokhoz történt „szétszóródásával” ma nagyon sok kis- és közepes méretű vállalkozás működik az országban, amelyek a harisnyák, de főleg a zoknik legkülönbözőbb fajtáit gyártják, köztük a legkorszerűbb típusokat is. A rendelkezésre álló statisztikai adatok szerint ezekben ma évente mintegy 8 millió pár harisnyát, zoknit és harisnyanadrágot állítanak elő. A hazai szükséglet igen jelentős része importból származik.
Az eredeti Lee-féle konstrukció a 17. század folyamán számos módosításon, tökéletesítésen ment át, de felépítését és működési elvét tekintve a kötőgép sokáig változatlan maradt. A harisnyakötés technikai fejlődése a 18–19. században gyorsult fel, majd a 20. században elérte jelenlegi igen magas műszaki színvonalát, egyúttal fontos divatcikké is téve a harisnyát és zoknit.

## A harisnya formai kialakítása

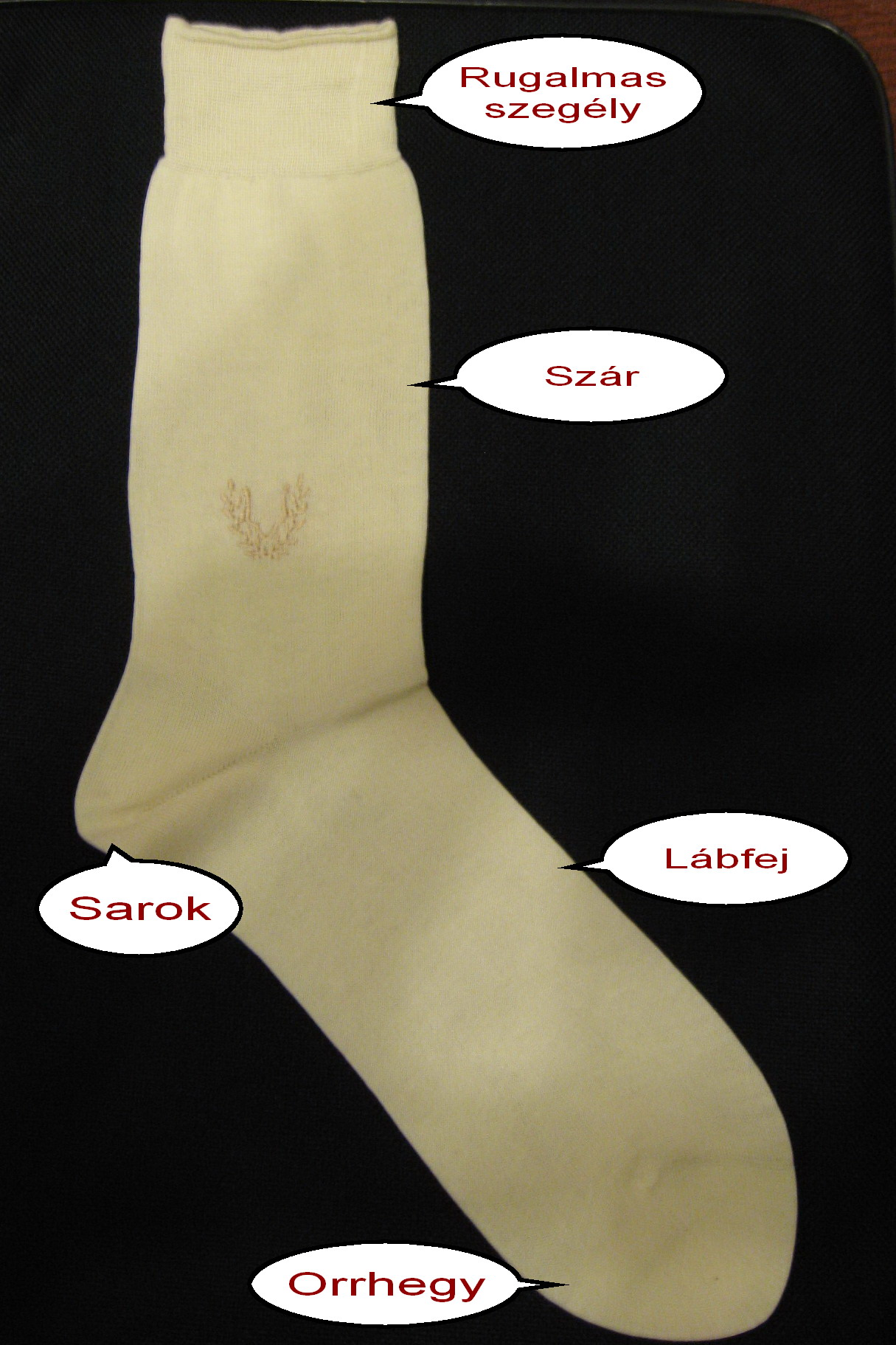
A zokni részei

A harisnyák és zoknik felépítésében közös, hogy négy jól megkülönböztethető részből állnak:
- a szárból, amelynek felső részén szegélyt alakítanak ki,
- a sarokból,
- a lábfejből és
- az orrhegyből.

### Általános gyártásmenet
A harisnyákat és zoknikat régebben síkban kiterítve, síkhurkológépen (cotton-gépen) készítették, ma már azonban szinte kizárólag körkötőgépeket használnak erre a célra, amelyeken cső alakban készülnek el. A gyártásmenet részleteit lásd a Harisnyagyártás szócikkben.
A gyártás fő műveletei a következők:
- kötés,
- síkban kiterítve készült terméknél: hosszanti összevarrás,
- körkötött terméknél: orrlezárás,
- ha nyers fonalból készül a termék: színezés, majd szárítás; ha színes fonalból készül, akkor ez természetszerűleg elmarad,
- formázás,
- minőség-ellenőrzés, párosítás,
- csomagolás.

## A harisnya- és zoknigyártás korszerű nyersanyagai
A női finomharisnyákat manapság már kizárólag poliamid filamentfonalból (nylon) készítik. (A filamentfonal a hernyóselyemhez hasonlóan gyakorlatilag végtelen hosszúságú – tehát nem rövid szálakból font – fonal.) Annak érdekében, hogy a harisnya minél rugalmasabb legyen, az alapfonal mellé kiegészítésképpen gyakran gumirugalmas szintetikus (poliuretán alapanyagú) fonal, ún. elasztánfonalat is bekötnek. Egy másik szokásos eljárásnál a rugalmasságot speciális eljárással (amit terjedelmesítésnek vagy texturálásnak neveznek) hullámossá, kuszálttá tett poliamidfonal (ún. kreppnylon) használatával érik el. Különösen exkluzív célra fényes fonalból készítik a harisnyát, amely a lábon nagyon mutatósan csillog. Az „üvegnylon” harisnya rendkívül vékony, fényes, áttetsző poliamidfonalból, sarok- és orrerősítés nélkül készül, amely alatt a körömlakk is jól látható.
A női finomharisnyákat alkotó poliamidfonalak finomságát – amit a csomagoláson általában feltüntetnek – „den” vagy „dtex” jelöli. Minél kisebb ez a szám, annál vékonyabb fonalból készült a termék. A „den” mellett álló szám azt jelenti, hogy az adott fonalból 9000 méter hosszú szakasz hány gramm tömegű. A „dtex” esetében ugyanez 10 000 méterre vonatkozik. A legfinomabb harisnyafonal ez idő szerint 9 dtex (8 den) finomságú, ami mintegy 0,02‑0,03 mm fonalátmérőnek felel meg. Szokásos még a 22 dtex (20 den) vagy a 44 dtex (40 den) finomságú fonal használata is ezeknél a termékeknél. A vastagabb fonalból készült harisnya erősebb, tartósabb, de kevésbé „exkluzív”.
A zoknikat leggyakrabban pamut-, gyapjú vagy poliakrilnitril-fonalból gyártják. A gyártáshoz nagyon gyakran használnak színes fonalakat különböző mintahatások elérésére. A cipő illetve a lábujjköröm koptató hatásának legjobban kitett helyeken, a saroknál és az orrhegynél erősítő fonalat is bekötnek, ez általában poliamid filamentfonal. (A sokszor viselt zoknikon az alapfonal – főleg a sarkán – előbb-utóbb kikopik, de a viszonylag nagyon erős és kopásálló poliamid „háló” megmarad. Lyuk nem keletkezik ugyan, de esztétikailag ez a zokni már elhasználódottnak minősíthető.)
Pamut- és gyapjúzoknik esetében számolni kell azzal, hogy a mosásban többé-kevésbé zsugorodnak („összemennek”). A szintetikus fonalakból (például nylonból) készült termékeknél ez nem fordul elő, mert a formázás során olyan hőkezelést kapnak, ami rögzíti a méreteiket.
A fonal nyersanyagát a címkén gyakran ‑ bár szabálytalanul ‑ rövidítés formájában tüntetik fel. Szabályosan a teljes elnevezéseket (magyaros írásmódban) kell(ene) használni, de a gyártók és forgalmazók ezt sajnos nem mindig tartják be. A textilipari nyersanyagok elnevezésére és nevük rövidítésére nemzetközileg elfogadott betűkombinációkat használnak. A harisnyák és zoknik esetében a leggyakoribb rövidítések a következők:
- pamut: CO
- gyapjú: WO
- poliakrilnitril (röviden: akril): PAC
- poliamid (közismert nevén: nylon, nejlon): PA
- elasztán: PUE

Az utóbbi időkben terjednek azok a zoknik, amelyek fonalába ezüst nanorészecskéket építenek be, annak a felismerésnek a nyomán, hogy az ezüst megakadályozza a baktériumok és gombák megtelepedését, és ezzel megakadályozza a kellemetlen izzadságszag keletkezését. Ez különösen sportzoknik esetében lehet fontos szempont.

## Funkcionális zoknik
Funkcionális ruházaton olyan ruházati termékeket lehet érteni, amelyeket a ruházat iránt hagyományosan támasztott igények teljesítése mellett (az emberi test általános védelme a környezeti hatások ellen, esztétikus megjelenés, divatosság), vagy akár azok egy részének (pl. divatosság) rovására is valamely speciális funkció ellátására is alkalmassá tesznek. Ezek a speciális funkciók általában a munkavégzéssel, sporttal, a szélsőséges körülményekhez, környezeti hatásokhoz való alkalmazkodással, bizonyos veszélyekkel szembeni védelem biztosításával függnek össze.
Egy ruházatban akkor érezzük jól magunkat, ha kényelmes, jó ruházatfiziológiai tulajdonságokkal rendelkezik. Ebből a szempontból a zoknik és térdharisnyák különösen nagy figyelmet érdemelnek, hiszen lábunk állás és járás, futás közben igen nagy terhelésnek van kitéve: egész testünk terhét viseli, amihez a szokványos ruhadarabokon kívül esetleg még járulékos terhek (az éppen végzett tevékenységhez tartozó szerelvények) is hozzáadódnak. Ugyanakkor a zoknik a cipő belsejében nem vagy csak alig érintkezhetnek a környezettel, így a láb felmelegedését, izzadságát nem tudják elvezetni, hacsak nem úgy alakítják ki őket, hogy erre alkalmasak legyenek. Épp ennek érdekében fejlesztették ki a funkcionális zoknikat és térdharisnyákat.
Ezeket a termékeket mindenekelőtt a sportolók számára készítik, mindig szem előtt tartva a különböző sportágaknak a lábra ható igénybevételét. Ennek megfelelően más-más konstrukciót ajánlanak a futó atlétáknak, a kerékpárosoknak, a golfozóknak, a futballistáknak, a síelőknek, a turistáknak, a hegymászóknak, a vadászoknak stb.
A funkcionális zokni kialakításánál olyan kelmeszerkezetet kell alkalmazni, ami lehetővé teszi, hogy az izzadságot a fonalak ne tárolják magukban, hanem keletkezésekor azonnal szívják el és továbbítsák a külvilág felé. Erre szolgálnak azok a kelmeszerkezetek, amelyek belül egyáltalán nem nedvszívó polipropilénből, kívül jó nedvszívó képességű pamutból vagy gyapjúból készülnek, és így a láb sosem érintkezik nedves felülettel. Más típusoknál plüsskötés alkalmazásával sok apró kamrát alakítanak ki a zokni belsejében és járatokat képeznek, amelyeken a nedvesség kijuthat a szabadba. Ismét más gyártók olyan fonalat használnak, amelyek elemi szálai között már eleve üregek, csatornák alakulnak ki és ezek vezetik ki a nedvességet. A szellőzést biztosítja az is, ha áttört mintázatú (nyílásokat tartalmazó) kelmeszerkezetet alkalmaznak a kényes területeken.
Mivel a lábfej, illetve a lábszár a különböző sportágaknál más-más igénybevételnek van kitéve, a zoknik kialakítását ennek figyelembe vételével szerkesztik meg. Vannak olyan funkcionális zoknik, amelyek kialakításánál azt is figyelembe veszik, hogy a két láb alakja nem egyforma (egymásnak mintegy „tükörképei”), tehát nem mindegy, hogy egy-egy speciális kialakítású rész melyik oldalra kerül. Ezeknél külön megjelölik, hogy melyik a jobb illetve bal lábra való zokni.
Bizonyos sportágaknál, mint például a kerékpárosoknál, hosszútáv-futóknál nagy jelentősége van a megfelelő szorítóerőt kifejtő (kompressziós) térdharisnyák viselésének. Ezek, „szivattyúzó” hatásuknál fogva a láb izmainak jobb vérellátását biztosítják és ezáltal nagyobb teljesítmény kifejtésére teszik alkalmassá. Úgy alakítják ki őket, hogy ha a lábfejre kifejtett szorítóerejüket 100%-nak vesszük, ez fölfelé fokozatosan csökken és a lábikránál 70%-ot állítanak be. Egyes kiviteleknél az ilyen térdharisnyákat is kiegészítik légvezető-szellőztető csatornákkal, amelyek révén friss levegő áramolhat közvetlenül a lábra és ez kellemesebb viselési kényelmet biztosít.